# 小行星71885
小行星71885（71885 Denning）是一颗绕太阳运转的小行星，为主小行星带小行星。该小行星于2000年11月发现。
該小行星以英國天文學家威廉·弗雷德里克·丹寧命名。

## 轨道参数
小行星71885的轨道半长轴为343 082 123 km，2.2933297 UA，离心率为0.115。